# Krstenica, Kanal ob Soči
Krstenica je naselje na desnem bregu Soče nad železniško progo Jesenice - Nova Gorica južno od naselja Gorenja vas v Občini Kanal ob Soči. Preimenovano je bilo leta 2007 iz dela ozemlja naselja Gorenja vas. Najdemo ga že v prvih katastrih tega območja (franciscejski kataster).
Izročilo pravi, da je ob prečenju reke furmana odnesla visoka Soča. Priporočil se je nebu in se zaobljubil, da , če preživi, postavi znamenje, kjer pride na breg. Zato je prvotno znamenje bilo postavljeno pod vasjo. Kasneje so na platoju vasi postavili majhno cerkvico. 
Podružnična cerkev sv. Nikolaja, ki je bila postavljena na prehou iz 13. v 14. stoletje, ima elemente gotske in romanske dobe. 
Leseni kip stoječega sv. Nikolaja je datiran okoli leta 1360. Freske, ki so bile poslikane okoli 1530, so bile kasneje prebeljene. V cerkvici je zvon (tretji najstarejši v Sloveniji), ki nosi letnico 1462.
Vas se je leta 2007 ponovno poimenovala v Krstenica (na osnovi najstarejših najdenih zapisov imena kraja na zemljevidih). Prej so bila v uporabi 4 imena (Krstenica, Krstenice, Krestenica, Krestenice).